# Valle del Bove

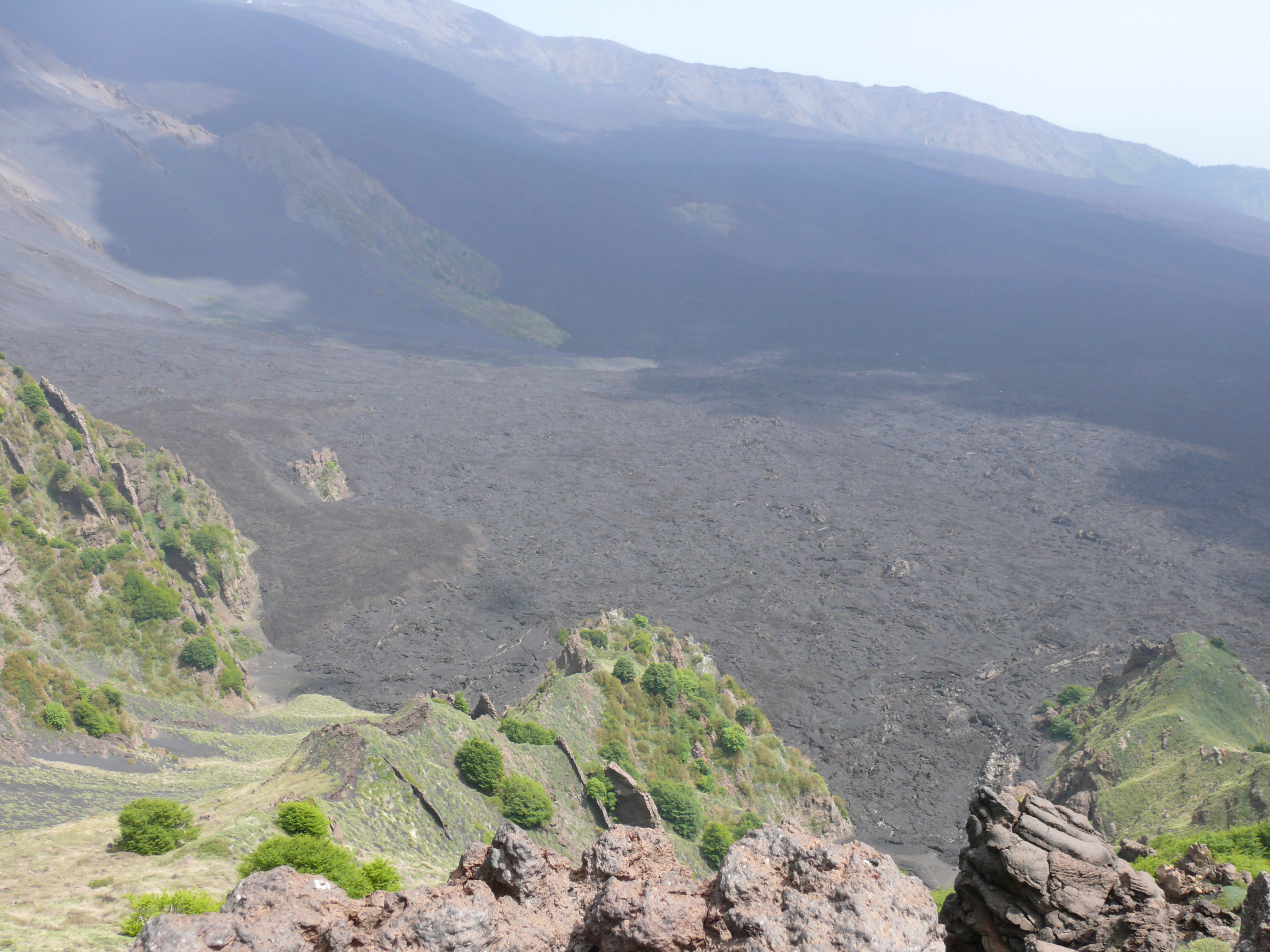
Valle del Bove

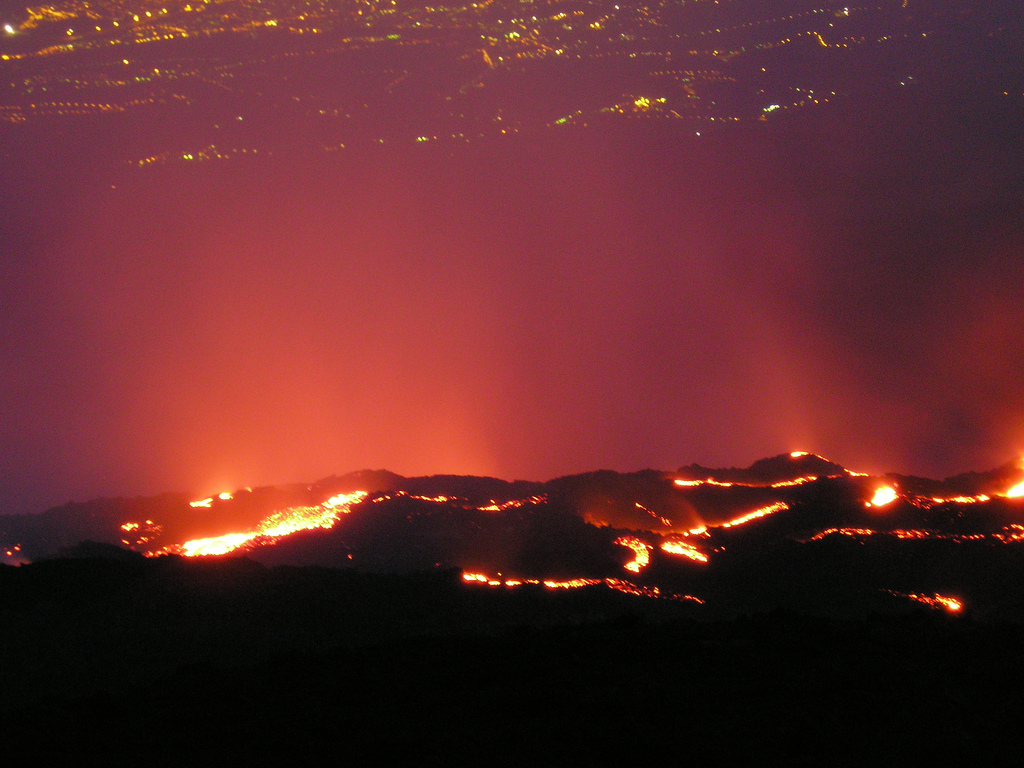
Lavaströme im Valle del Bove

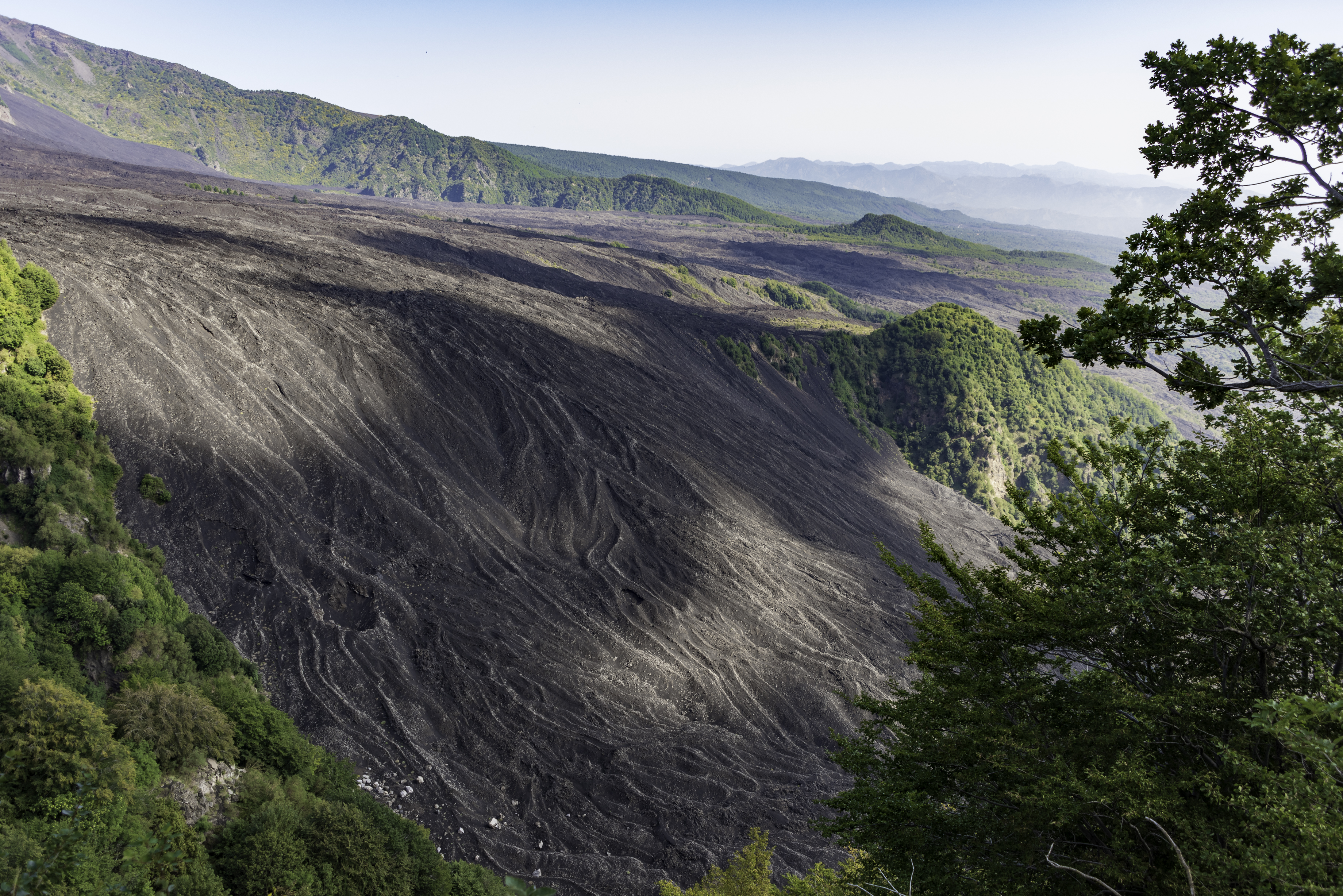
Valle del Bove

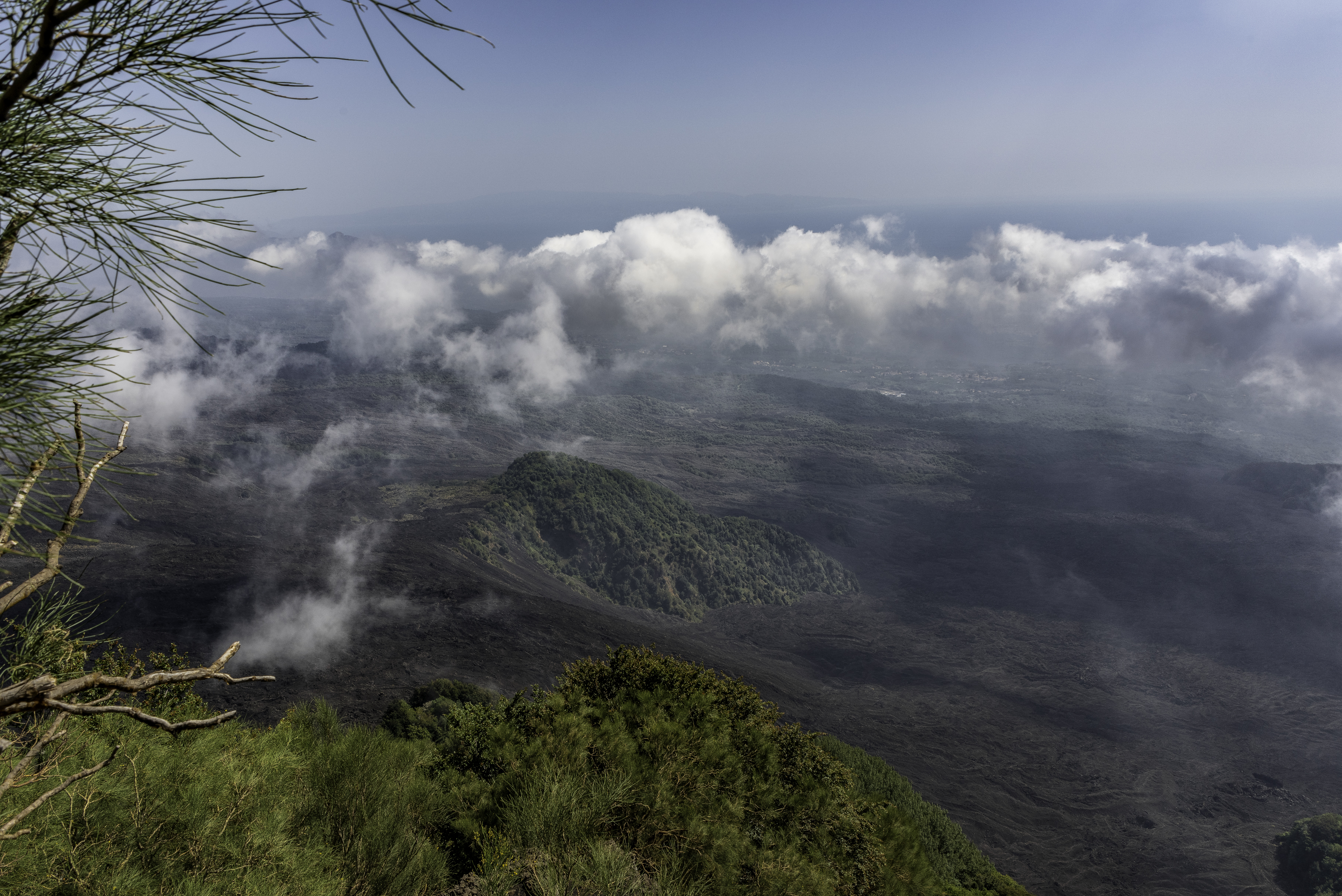
Valle del Bove

Das Valle del Bove (it. für Tal des Ochsen) ist ein weiträumiges Hochtal am Südosthang des Vulkans Ätna auf Sizilien. Sein Talboden liegt im westlichen Teil auf etwa 1700 m s.l.m. und fällt nach Osten hin bis auf etwa 1400 m s.l.m. ab. Der Durchmesser des Tals beträgt in Nord-Süd-Richtung 6 km und in Ost-West-Richtung 7 km, für insgesamt 35 km².
Das Valle del Bove ist eine komplexe vulkanische Caldera, die vermutlich das Resultat mehrerer großer Zusammenstürze und explosiver Ausbrüche im Zeitraum von mehreren zehntausenden Jahren ist. Im Laufe der Zeit hat der Ätna seine vulkanische Aktivität sukzessive von Osten nach Westen verlagert, wobei sich das Einbruchsgebiet immer weiter nach Westen ausgedehnt hat. An der heutigen Morphologie der Caldera war aber auch die Erosion mit Hangrutschungen, Lahar-Bildungen und rezenten Lava-Flüssen beteiligt.
Die Caldera ist nach Osten zum kleineren Val Calanna hin offen. Im Westen steigen die Talflanken steil gegen den Gipfelbereich des Ätna bis auf 3300 m an. Im Süden wird die Caldera vom Monte Zoccolaro (1739 m s.l.m.) und der Serra del Salifizio, ein Ost-West verlaufender Grat mit einer mittleren Höhe von 1700 m s.l.m., begrenzt. Hier sind die Talhänge meist als senkrechte Wände ausgebildet.
Begehbar ist das Valle del Bove über den Canalone (della Montagnola), eine breite Erosionsrinne, durch die man fast 600 Höhenmeter durch die losen Aschen ins Tal hinabgleiten kann. Ein weiterer Zugang ist an der Serra del Salifizio möglich. Dort kann man, ebenfalls durch vulkanische Aschen, in einem kleinen Wäldchen über gut 100 Höhenmeter den Talboden relativ bequem erreichen. Wegen der schlechten und teils fehlenden Markierung ist der Weg über die Serra besonders bei Nebel oder tief hängenden Wolken nicht empfehlenswert, schnell kann man die Orientierung verlieren und sich verlaufen.